# Paris-Roubaix 1904
La 9e édition de la course cycliste Paris-Roubaix a lieu le 3 avril 1904 et est remportée par le Français Hippolyte Aucouturier pour la deuxième année consécutive. L'épreuve compte 268 kilomètres, 42 coureurs sont classés.

## Déroulement de la course
La course est disputée sur 268 kilomètres au départ de Chatou. L'utilisation d'engin motorisé est interdite durant la course, contrairement aux éditions précédentes. Le gagnant, Hippolyte Aucouturier, vainqueur l'année précédente, termine la course avec une vitesse moyenne de 32,518 km/h. Les coureurs béneficient d'un fort vent arrière, tandis que les secteurs pavées sont franchis sont mouillés.
Aucouturier et César Garin arrivent ensemble au Vélodrome de Roubaix. Aucouturier gagne la course lors du sprint final. Edouard Wattelier et Léon Georget sont victimes d'une grosse chute sur le vélodrome.

## Classement final
|    | Cycliste              | Équipe       | Temps           |
| -- | --------------------- | ------------ | --------------- |
| 1  | Hippolyte Aucouturier | Peugeot      | 8 h 14 min 30 s |
| 2  | César Garin           | La Française | + 0 s           |
| 3  | Lucien Pothier        | La Française | + 2 min 50 s    |
| 4  | Édouard Wattelier     | -            | + 12 min 50 s   |
| 5  | Leon Georget          | -            | + 12 min 50 s   |
| 6  | Alois Catteau         | -            | + 15 min 40 s   |
| 7  | Eugène Christophe     | -            | + 17 min 30 s   |
| 8  | Paul Trippier         | -            | + 23 min 30 s   |
| 9  | Émile Pagie           | -            | + 27 min 30 s   |
| 10 | Julien Lootens        | Cycles JC    | + 27 min 30 s   |